# Егзистенциона генерализација
Егзистенциона генерализација или увођење егзистенције јесте математичко и логичко правило према коме, уколико неки објекат датог универзума објеката испуњава неки критеријум, тада макар један објекат тог истог универзума испуњава тај критеријум. Ово правило се може схватити и као
.
Дакле, постоји макар једно x тако да P(x).
Математички записано, овај закон гласи:
{\displaystyle |v}

{\displaystyle |~~~~\vdots }

{\displaystyle |~~~~P(v)}

{\displaystyle {\frac {}{\exists xP(x)}}(\exists x_{U})}.

## Примери
1)
Петар воли чоколаду.
Дакле, постоји неко ко воли чоколаду.
2)
Јована живи у Ивањици.
Дакле, постоји нека девојка која живи у Ивањици.
3)
Птица има реп.
Дакле, постоји нека животиња која има реп.
Приметимо да је доста битна чињеница да се говори о објектима истог универзума, а уколико то не би био случај, могло би да дође до забуне, па и непостојеће контрадикције. Ово је илустровано следећим примером.
4)
Аутомобил има точкове.
Дакле, постоји књига која има точкове.
Ово је, наравно, апсурдни закључак, јер аутомобил не припада универзуму књига.